# Nino Vaccarella
Nino Vaccarella, né le 4 mars 1933 à Palerme, en Sicile et mort dans la même ville le 23 septembre 2021, est un pilote automobile italien.

## Biographie
Sicilien, Nino Vaccarella était le héros de toute la population à l'époque de la Targa Florio qui se courait à travers les rues avec des véhicules de type Le Mans.
Il remporte la Targa Florio à trois reprises en 1965 avec Lorenzo Bandini sur une Ferrari 275 P2 de la Scuderia Ferrari puis en 1971 associé à Toine Hezemans sur Alfa Roméo T33/3 et en 1975 associé à Arturo Merzario sur Alfa Roméo T33/TT/12 engagées par Autodelta.
Il court aussi quatre Grands Prix de Formule 1 (et une non-qualification) sans marquer de points.
Grand vainqueur en 1964 des 24 Heures du Mans sur une Ferrari 275 P devant des Ferrari 330 P, avec le gentleman-driver français Jean Guichet il bat le record de l'épreuve à plus de 195 km/h. Il s'associe encore avec lui en 1969 pour finir cinquième sur une Matra-Simca MS630 (en).
Nino Vaccarella est un des rares pilotes de voitures de sports à avoir remporté les quatre grandes épreuves de type Le Mans des années 1960/1970 à savoir les 12 Heures de Sebring avec Mario Andretti et Ignazio Giunti, les 1 000 km du Nürburgring avec Ludovico Scarfiotti, la Targa Florio avec Lorenzo Bandini, Rolf Stommelen puis Arturo Merzario et les 24 Heures du Mans avec Jean Guichet.

## Résultats en championnat du monde de Formule 1
| Saison | Écurie                        | Châssis              | Moteur                   | Pneus  | GP disputés | Points inscrits | Classement |
| ------ | ----------------------------- | -------------------- | ------------------------ | ------ | ----------- | --------------- | ---------- |
| 1961   | Scuderia Serenissima          | De Tomaso F1         | Conrero l4               | Dunlop | 1           | 0               | Nc.        |
| 1962   | Scuderia Republica di Venezia | Porsche 718 Lotus 24 | Porsche Flat-4 Climax V8 | Dunlop | 2           | 0               | Nc.        |
| 1965   | Scuderia Ferrari SpA SEFAC    | Ferrari 158          | Ferrari V8               | Dunlop | 1           | 0               | Nc.        |

## Palmarès
| Année | Championnat | Course                  | Équipe                            | no  | Voiture                | Cat.    | Équipiers                     | Résultat           |
| ----- | ----------- | ----------------------- | --------------------------------- | --- | ---------------------- | ------- | ----------------------------- | ------------------ |
| 1962  | WSC 05/15   | Targa Florio            | Scuderia SSS Republica di Venezia | 108 | Porsche 718 GTR        | P 2.0   | Ludovico Scarfiotti           | 3e Vainqueur Cat.  |
| 1962  | WSC 09/15   | Trophée d'Auvergne      | Scuderia SSS Republica di Venezia | 16  | 250 TRi 61             | Exp 3.0 | -                             | 11e Vainqueur Cat. |
| 1964  | WSC 07/20   | 1 000 km du Nürburgring | SpA Ferrari SEFAC                 | 144 | Ferrari 275 P          | P +3.0  | Ludovico Scarfiotti           | Vainqueur          |
| 1964  | WSC 09/20   | 24 Heures du Mans       | SpA Ferrari SEFAC                 | 20  | Ferrari 275 P          | P 3.0   | Jean Guichet                  | Vainqueur          |
| 1965  | WSC 07/20   | Targa Florio            | SpA Ferrari SEFAC                 | 198 | Ferrari 275 P2         | P +3.0  | Lorenzo Bandini               | Vainqueur          |
| 1967  | WSC 02/14   | 12 Heures de Sebring    | Brescia Corse Team                | 19  | Ford GT 40             | S +2.0  | Umberto Maglioli              | 5e Vainqueur Cat.  |
| 1967  | WSC 11/14   | Coppa Citta di Enna     | Scuderia Brescia Corse            | 80  | Ford GT 40             | S +2.0  | -                             | Vainqueur          |
| 1969  | n.c.        | Coppa Citta di Enna     | Autodelta                         | 80  | Alfa Romeo T33/3 Coupé | S +2.0  | -                             | Vainqueur          |
| 1970  | WSC 02/10   | 12 Heures de Sebring    | SpA Ferrari SEFAC                 | 21  | Ferrari 512 S          | S +2.0  | Ignazio Giunti Mario Andretti | Vainqueur          |
| 1970  | WSC 05/10   | Targa Florio            | SpA Ferrari SEFAC                 | 6   | Ferrari 512 S          | S +2.0  | Ignazio Giunti                | 3e Vainqueur Cat.  |
| 1970  | WSC 07/10   | 1 000 km du Nürburgring | SpA Ferrari SEFAC                 | 55  | Ferrari 512 S Spyder   | S +2.0  | John Surtees                  | 3e Vainqueur Cat.  |
| 1971  | WSC 07/11   | Targa Florio            | Autodelta SpA                     | 5   | Alfa Romeo T33/3       | P 3.0   | Toine Hezemans                | Vainqueur          |
| 1971  | WSC 10/10   | 1 000 km de Zeltweg     | Autodelta SpA                     | 3   | Alfa Romeo T33/3       | P +3.0  | Toine Hezemans                | 2d Vainqueur Cat.  |
| 1975  | n.c.        | Targa Florio            | Autodelta SpA                     | 1   | Alfa Romeo T33/TT/12   | P 3.0   | Arturo Merzario               | Vainqueur          |